# Ugo II di Pierrepont

Stemma dei Pierrepont

Ugo II di Pierrepont (... – 1395) è stato un militare francese e conte di Roucy dal 1392 al 1395.

## Biografia
Era figlio di Simone di Pierrepont, conte di Roucy e di Braine, e di Maria di Châtillon. Suo fratello Giovanni (?-1418), fu vescovo di Laon dal 1385 al 1418.
Sposò Bianca di Coucy, signora di Encre, La Ferté-Gaucher e Montmirail, nipote di Guglielmo I di Coucy (1288-1335), signore di Coucy.
Ebbe sette figli e tra questi:
Margherita (1390-1419), signora di Encre, e Bianca sposarono rispettivamente nel 1403 Tommaso III di Saluzzo, marchese di Saluzzo (da cui Giovanna, sposò Guy IV di Clermont Nesle); e nel 1414 Luigi I di Borbone-Vendôme, conte di Vendôme e Gran maestro di Francia. Il figlio Giovanni VI di Pierrepont divenne signore di Montmirail, dal 1395 al 1415.
Morì nel 1395 e venne sepolto nell'abbazia di Sant'Evodio a Braine.